# Magion 1
Magion 1 war der erste Satellit der Tschechoslowakei.  Er wurde am 24. Oktober 1978 zusammen mit dem Forschungssatelliten Interkosmos 18, mit dem er bis zum 14. November verbunden war, gestartet. Magion hatte die Form eines flachen Quaders, eine Grundkantenlänge von 30 cm und wog 15 kg. Er diente der Untersuchung der Magneto- und der Ionosphäre. Aus den Anfangsbuchstaben wurde der Name zusammengesetzt.
Der Asteroid des inneren Hauptgürtels (2696) Magion wurde nach dem Satelliten benannt.